# Pelin
Pelin és una paraula turca d'origen grec i significa donzell amarg. S'utilitza com a nom de dona en turc. Persones amb el nom Pelin inclouen:
- Pelin Çalışkanoğlu - actriu i filantropa
- Pelin Çelik - jugadora de voleibol
- Pelin Esmer - guionista i directora de cinema